# عین (روستا)
 عین  (در عربی:  العَین )
نام روستایی است در دهستان الغُربان از توابع استان عَدَن در کشور یمن در شبه جزیره عربستان. 

## جمعیت
جمعیت آن (۷۰ ) نفر (۸ خانوار) می‌باشد.